# Rudy Camacho
Rudy Adrien Camacho (L'Arbresle, 5 marzo 1991) è un calciatore francese, difensore del Columbus Crew.

## Caratteristiche tecniche
È un difensore centrale.

## Carriera
È cresciuto nelle giovanili dello Nancy.
Ha esordito con la squadra riserve l'8 agosto 2010 in un match perso 4-0 contro il Sochaux 2.
Il 22 marzo 2018 firma un contratto quadriennale con i canadesi del Montréal Impact, club militante nel campionato MLS. Il 1º gennaio 2022 rimane svincolato dal club canadese, tuttavia, ad un mese esatto il calciatore trova l'accordo con la società del Quebec firmando un contratto per due anni.
Il 31 luglio 2023 viene ceduto a titolo definitivo al Columbus Crew.

## Statistiche

### Presenze e reti nei club
Statistiche aggiornate al 7 marzo 2024.
| Stagione                | Squadra                 | Campionato              | Campionato | Campionato | Coppe nazionali | Coppe nazionali | Coppe nazionali | Coppe continentali | Coppe continentali | Coppe continentali | Altre coppe | Altre coppe | Altre coppe | Totale | Totale | Totale |
| Stagione                | Squadra                 | Comp                    | Pres       | Reti       | Comp            | Pres            | Reti            | Comp               | Pres               | Reti               | Comp        | Pres        | Reti        | Pres   | Reti   |        |
| ----------------------- | ----------------------- | ----------------------- | ---------- | ---------- | --------------- | --------------- | --------------- | ------------------ | ------------------ | ------------------ | ----------- | ----------- | ----------- | ------ | ------ | ------ |
| 2010–2011               | Nancy 2                 | CFA                     | 26         | 1          |                 | -               | -               |                    | -                  | -                  |             | -           | -           | 0      | 0      |        |
| 2011–2012               | Nancy 2                 | CFA                     | 26         | 1          |                 | -               | -               |                    | -                  | -                  |             | -           | -           | 0      | 0      |        |
| Totale Nancy 2          | Totale Nancy 2          | Totale Nancy 2          | 52         | 2          |                 | -               | -               |                    | -                  | -                  |             | -           | -           | 52     | 2      |        |
| 2012–2013               | Lyon-La Duchère         | CFA                     | 24         | 0          | CF              | 0               | 0               |                    | -                  | -                  |             | -           | -           | 0      | 0      |        |
| 2013–2014               | Lyon-La Duchère         | CFA                     | 27         | 5          | CF              | 1               | 0               |                    | -                  | -                  |             | -           | -           | 0      | 0      |        |
| Totale Lyon-La-Duchère  | Totale Lyon-La-Duchère  | Totale Lyon-La-Duchère  | 51         | 5          |                 | 1               | 0               |                    | -                  | -                  |             | -           | -           | 52     | 5      |        |
| 2014–2015               | Sedan                   | CFA                     | 27         | 1          | CF              | 1               | 0               |                    | -                  | -                  |             | -           | -           | 0      | 0      |        |
| 2015–2016               | Sedan                   | N                       | 29         | 0          | CF              | 2               | 0               |                    | -                  | -                  |             | -           | -           | 0      | 0      |        |
| Totale Sedan            | Totale Sedan            | Totale Sedan            | 56         | 1          |                 | 3               | 0               |                    | -                  | -                  |             | -           | -           | 59     | 1      |        |
| 2016–2017               | Waasland-Beveren        | D1                      | 29+6       | 1+1        | CB              | 2               | 0               |                    | -                  | -                  |             | -           | -           | 0      | 0      |        |
| 2017–2018               | Waasland-Beveren        | D1                      | 27         | 1          | CB              | 3               | 1               |                    | -                  | -                  |             | -           | -           | 30     | 2      |        |
| Totale Waasland-Beveren | Totale Waasland-Beveren | Totale Waasland-Beveren | 62         | 3          |                 | 5               | 1               |                    |                    |                    |             |             |             | 67     | 4      |        |
| 2018                    | CF Montréal             | MLS                     | 18         | 0          | CC              | 1               | 0               |                    | -                  | -                  |             | -           | -           | 19     | 0      |        |
| 2019                    | CF Montréal             | MLS                     | 17         | 1          | CC              | 5               | 0               |                    | -                  | -                  |             | -           | -           | 22     | 1      |        |
| 2020                    | CF Montréal             | MLS                     | 16         | 1          | CC              | -               | -               | CCL                | 2                  | 0                  |             | -           | -           | 18     | 1      |        |
| 2021                    | CF Montréal             | MLS                     | 31         | 3          | CC              | 3               | 0               |                    | -                  | -                  |             | -           | -           | 34     | 3      |        |
| 2022                    | CF Montréal             | MLS                     | 30         | 1          | CC              | 1               | 0               | CCL                | 3                  | 1                  |             | -           | -           | 34     | 2      |        |
| feb.-lug. 2023          | CF Montréal             | MLS                     | 20         | 1          | CC              | 4               | 0               |                    | -                  | -                  | LC          | 2           | 0           | 26     | 1      |        |
| Totale CF Montréal      | Totale CF Montréal      | Totale CF Montréal      | 131        | 7          |                 | 14              | 0               |                    | 5                  | 1                  |             | 2           | 0           | 152    | 8      |        |
| lug.-dic. 2023          | Columbus Crew           | MLS                     | 17         | 0          | USOC            | -               | -               |                    | -                  | -                  |             | -           | -           | 17     | 0      |        |
| 2024                    | Columbus Crew           | MLS                     | 20         | 1          | USOC            | -               | -               | CCC                | 5                  | 0                  | LC          | -           | -           | 25     | 1      |        |
| Totale Columbus Crew    | Totale Columbus Crew    | Totale Columbus Crew    | 37         | 1          |                 | -               | -               |                    | 5                  | 0                  |             | -           | -           | 42     | 1      |        |
| Totale carriera         | Totale carriera         | Totale carriera         | 390        | 19         |                 | 23              | 1               |                    | 10                 | 1                  |             | 2           | 0           | 420    | 21     |        |

## Palmarès

### Competizioni nazionali
- Canadian Championship: 2

Montreal Impact: 2019, 2021
- Campionato MLS: 1

Columbus Crew: 2023

#### Competizioni internazionali
- Leagues Cup: 1

Columbus Crew: 2024